# Rausch
Rausch (Intoxicação) é um filme mudo alemão de 1919, do gênero drama, dirigido por Ernst Lubitsch e estrelado por Asta Nielsen, Alfred Abel e Karl Meinhardt. Foi baseado na peça Brott och brott, de August Strindberg.

## Elenco
- Asta Nielsen como Henriette Mauclerc
- Alfred Abel como Gaston
- Karl Meinhardt como Adolph
- Grete Diercks como Jeanne
- Rudolf Klein-Rhoden
- Frida Richard como Governanta
- Marga Köhler como Henriettes Mutter
- Sophie Pagay como Mutter Kathrin
- Heinz Stieda como Der Abbé